# Свети Пантелејмон (Грчка)
Свети Пантелејмон (грч. Άγιος Παντελεήμονας, Ајос Панделеимонас) је насељено место у општини Нова Пропонтида у периферији Средишња Македонија, Грчка. Према попису из 2021. године било је 212 становника.
Насеље је 1913. године имало 185 житеља Турака. Године 1924. турско становништво је принудно исељено у Турску а на њихово место су насељене грчке избегличке породице, којих је на попису из 1928. године било 272. Село се раније звало Врамосиртис.